# Бањско поље
Бањско поље је насеље код Брестовачке бање у селу Брестовац на територији града Бора.
Насеље се налази источно од Брестовачке бање на висини од око 400 метара, окружено шумама. Од Борског језера је удаљено 8 km, од Брестовца 5 km, а од Бора 9 km.
Насеље припада селу Брестовац, али има своју месну заједницу — Брестовачка бања. Насеље има амбуланту, пошту и вртић „Снежана” као издвојено одељење Предшколске установе „Бамби” из Бора.
Насеље има 1.033 становника (2013).